# Ted Nugent (álbum)
Ted Nugent é o primeiro álbum solo de Ted Nugent lançado em 1975, logo após o seu grupo "The Amboy Dukes" acabar.
Ted Nugent, cansado pela falta de esforço e disciplina dos Dukes, decidiu que ele iria deixar o grupo, levando três meses de férias (as suas únicas) clareando sua mente na selva do Colorado, gastando seu tempo caçando veados e aproveitando o ar livre.
Renovado, Ted retorna a civilização em busca de uma nova direção e uma nova banda. Se juntando a sua banda, o baixista Rob Grange (que era baixista do "Amboy Dukes"), junto com Cliff Davies na bateria, de uma banda local chamada Scott que tinha aberto para os Dukes anteriormente, e um vocalista/guitarrista chamado Derek St. Holmes.
O novo grupo caiu na estrada e então no estúdio, fazendo músicas que seriam enviadas do álbum direto para o Billboard Top 30.

## Faixas
1. "Stranglehold" – 8:22
2. "Stormtroopin'" – 3:07
3. "Hey Baby" – 4:00
4. "Just What the Doctor Ordered" – 3:43
5. "Snakeskin Cowboys" – 4:38
6. "Motor City Madhouse" – 4:30
7. "Where Have You Been All My Life" – 4:04
8. "You Make Me Feel Right at Home" – 2:54
9. "Queen of the Forest" – 3:34

### CD de 1999
1. "Stormtroopin'" (ao vivo) – 6:36
2. "Just What the Doctor Ordered" (ao vivo) – 4:52
3. "Motor City Madhouse" (ao vivo) – 8:38
4. "Magic Party" (demo de estúdio) – 2:55

## Pessoal

### Membros da banda
- Derek St. Holmes - vocais, guitarra ritmica, arranjos
- Ted Nugent - guitarra solo e rítmica, vocais, baixo, percussão, arranjos
- Rob Grange - baixo
- Cliff Davies - bateria, backing vocals

### Músicos adicionais
- Steve McRay - teclados
- Brian Staffeld - percussão
- Tom Werman - percussão, produção

### Produção
- Lew Futterman - produtor
- Anthony Reale - mixagem
- Howard Fritzson - direção de arte
- Al Clayton - fotografia
- Gerald Huerta
- Bruce Dickinson - produtor do álbum de 1999